# Montemagno Monferrato
Montemagno Monferrato (Montmagn in piemontese, Montemagno fino al 2023)  è un comune italiano di 1 052 abitanti della provincia di Asti in Piemonte, sulle colline della zona del Monferrato.
Fondato intorno all'anno 1000, Montemagno Monferrato possiede un nucleo antico costituito da un borgo di forma triangolare attraversato da dodici vicoli contrassegnati da numeri romani che ne connotano l'identità, ed è inserito nel circuito dei "Castelli Aperti" del Basso Piemonte. Ha assunto l'attuale denominazione ufficialmente dal 2 novembre 2023.

## Storia

### Simboli
Lo stemma e il gonfalone del comune di Montemagno Monferrato sono stati concessi con decreto del presidente della Repubblica dell'11 maggio 1951.
Il gonfalone municipale è un drappo di azzurro.

## Monumenti e luoghi d'interesse
- Castello di Montemagno Monferrato
- "Casa sul portone", l'ultima porta rimasta della cinta muraria, e la scalinata barocca in pietra di Cumiana
- Chiesa di San Vittore e Corona, chiesa romanica, affiancata da un'alta torre campanaria
- Chiesa campestre di Santa Maria di Vallinò, chiesetta campestre intitolata alla Madonna di Vallinò, luogo di pellegrinaggi frequenti da parte della popolazione locale. Negli ultimi anni la chiesetta è diventata luogo anche di pic-nic da parte di turisti, grazie alla sua privilegiata posizione al centro di una conca fra le colline del paese
- Piazza della chiesa parrocchiale dei Santi Martino e Stefano, citata dal quotidiano La Stampa come una delle più belle piazze del Piemonte, in quanto la scalinata e la chiesa che la dominano sono molto simili a quelle presenti a Piazza di Spagna a Roma[6]
- Belvedere che circonda il castello dal quale è possibile godere del panorama sulle colline circostanti

Monumenti e luoghi d'interesse
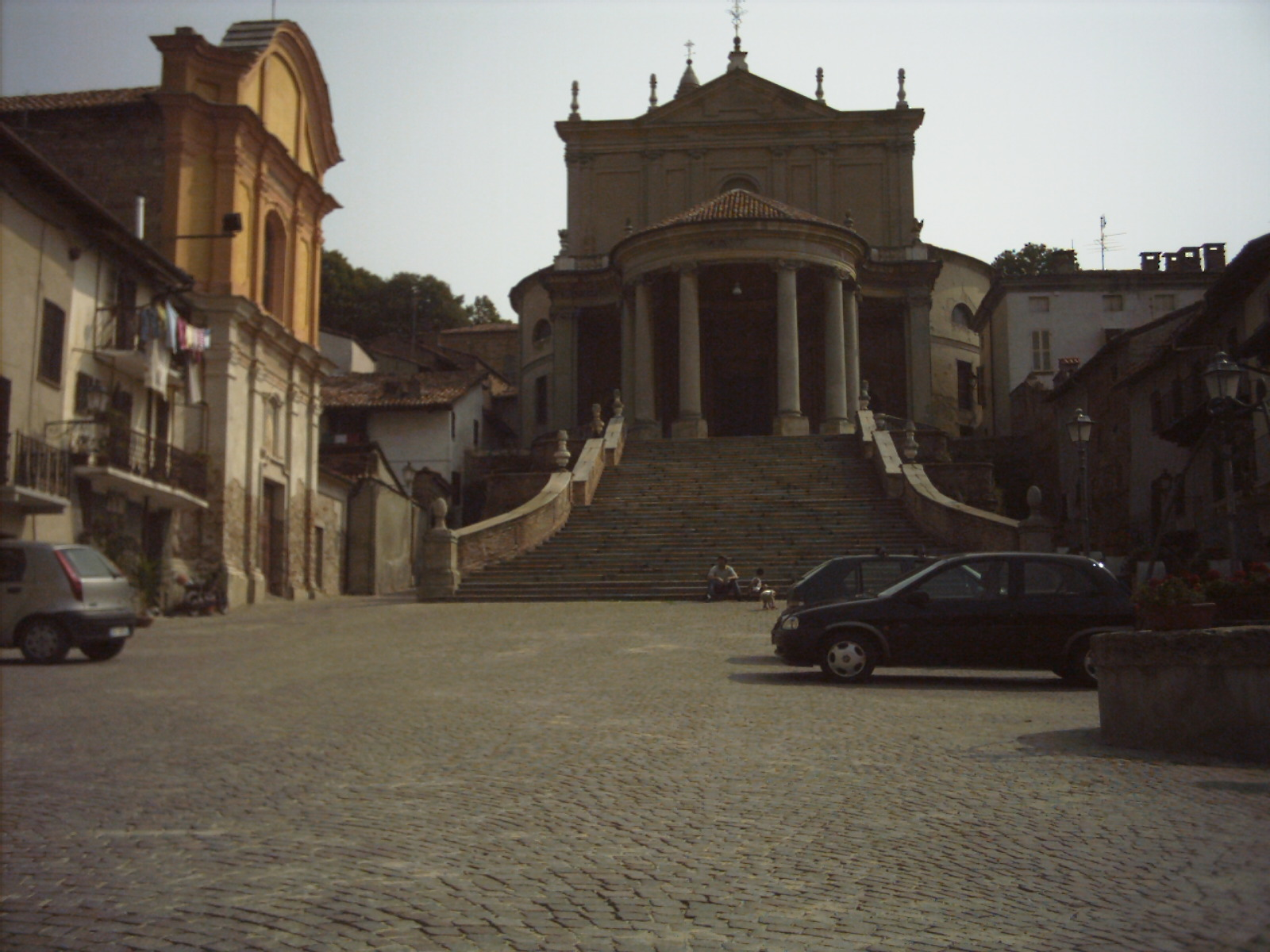
La chiesa parrocchiale dei Santi Martino e Stefano
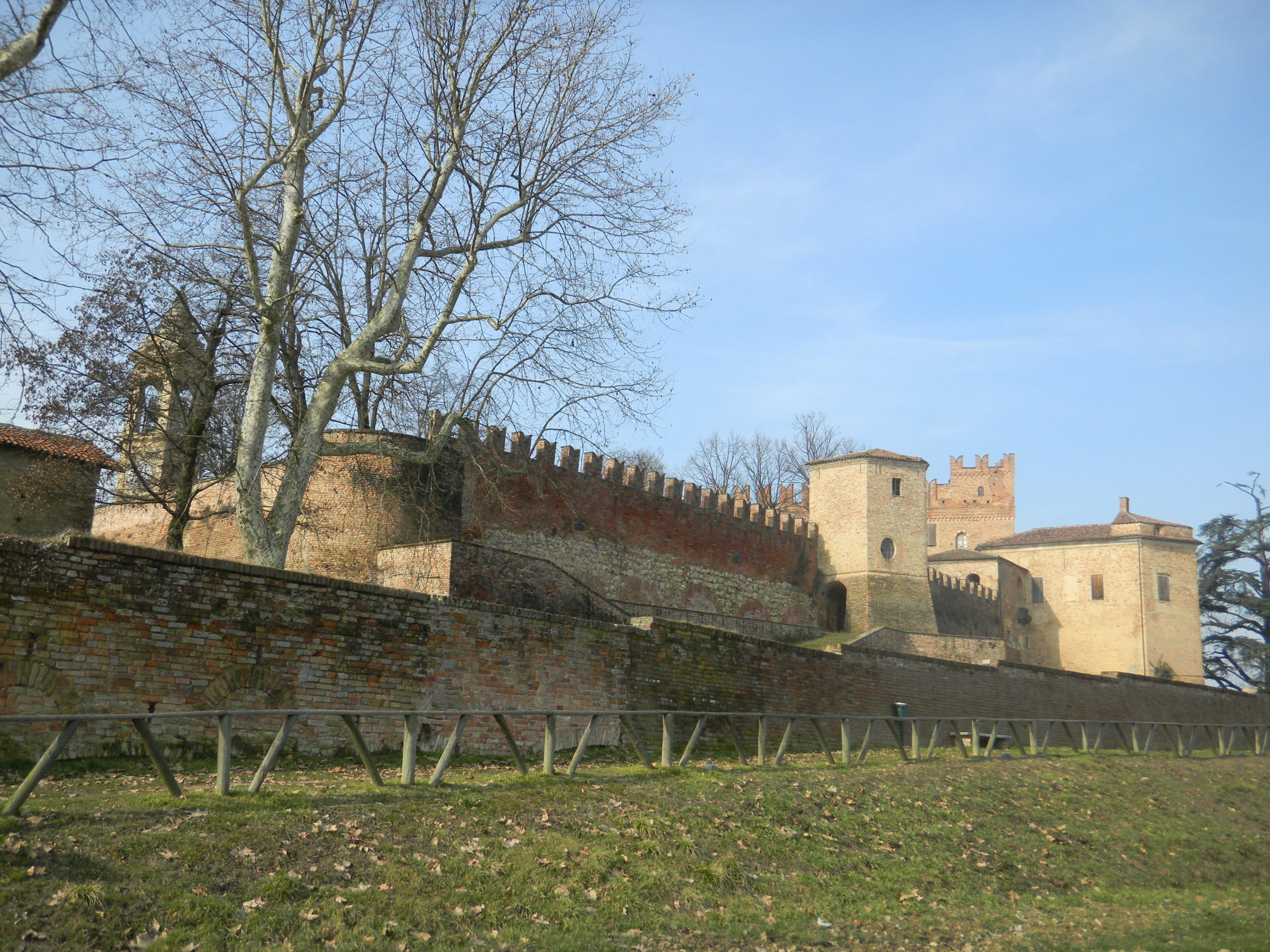
Il castello
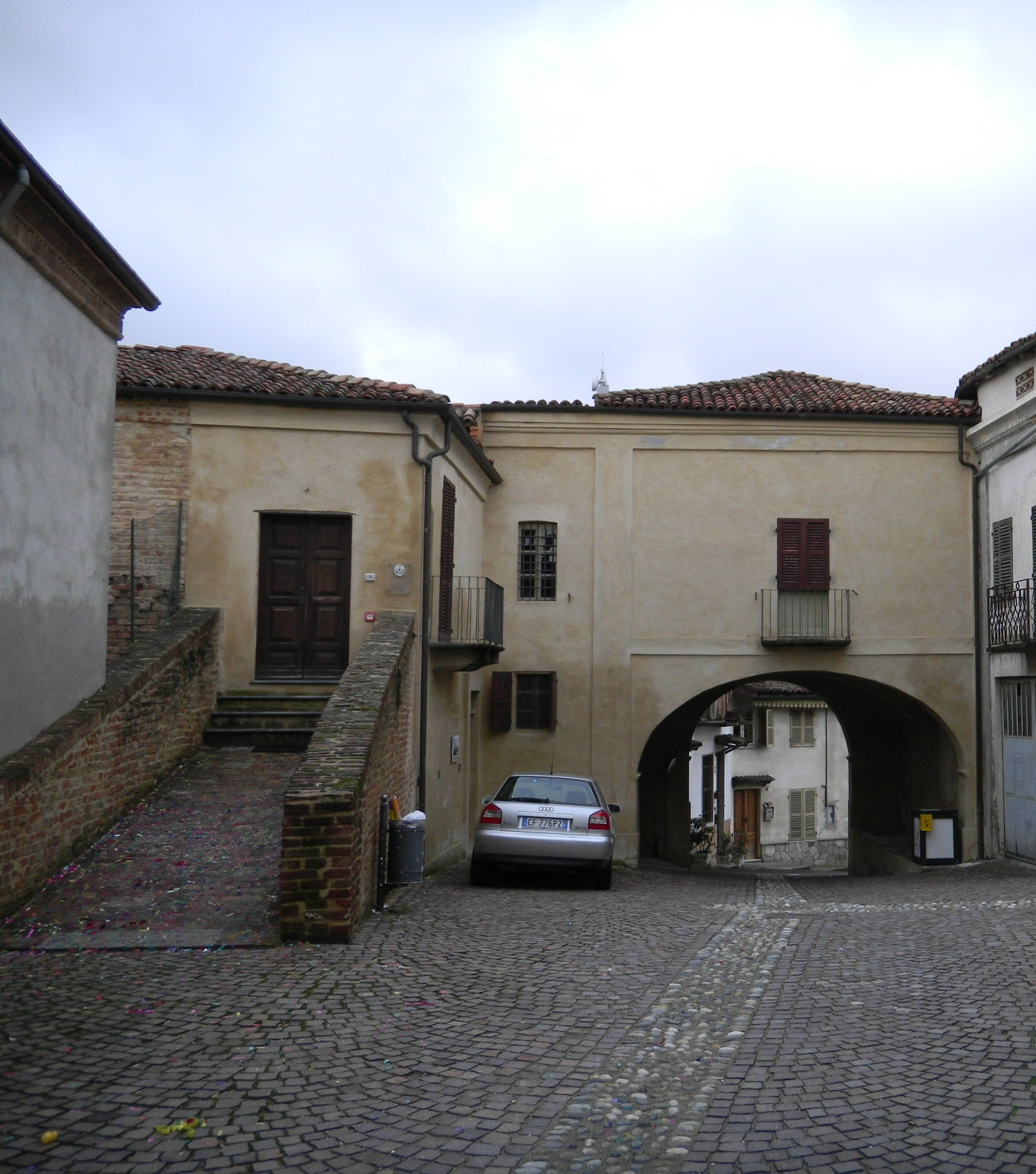
La Casa sul Portone
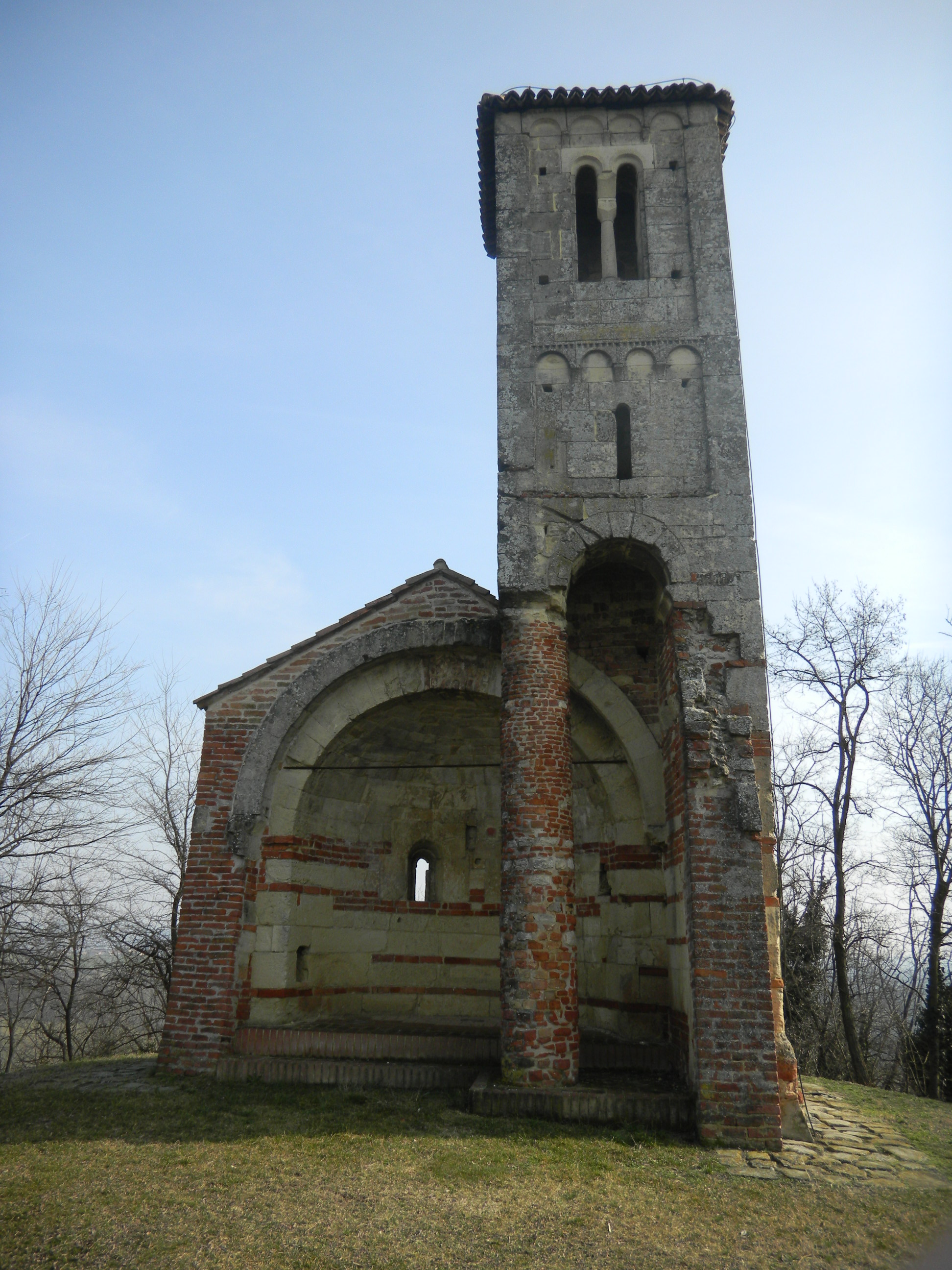
La torre di San Vittore
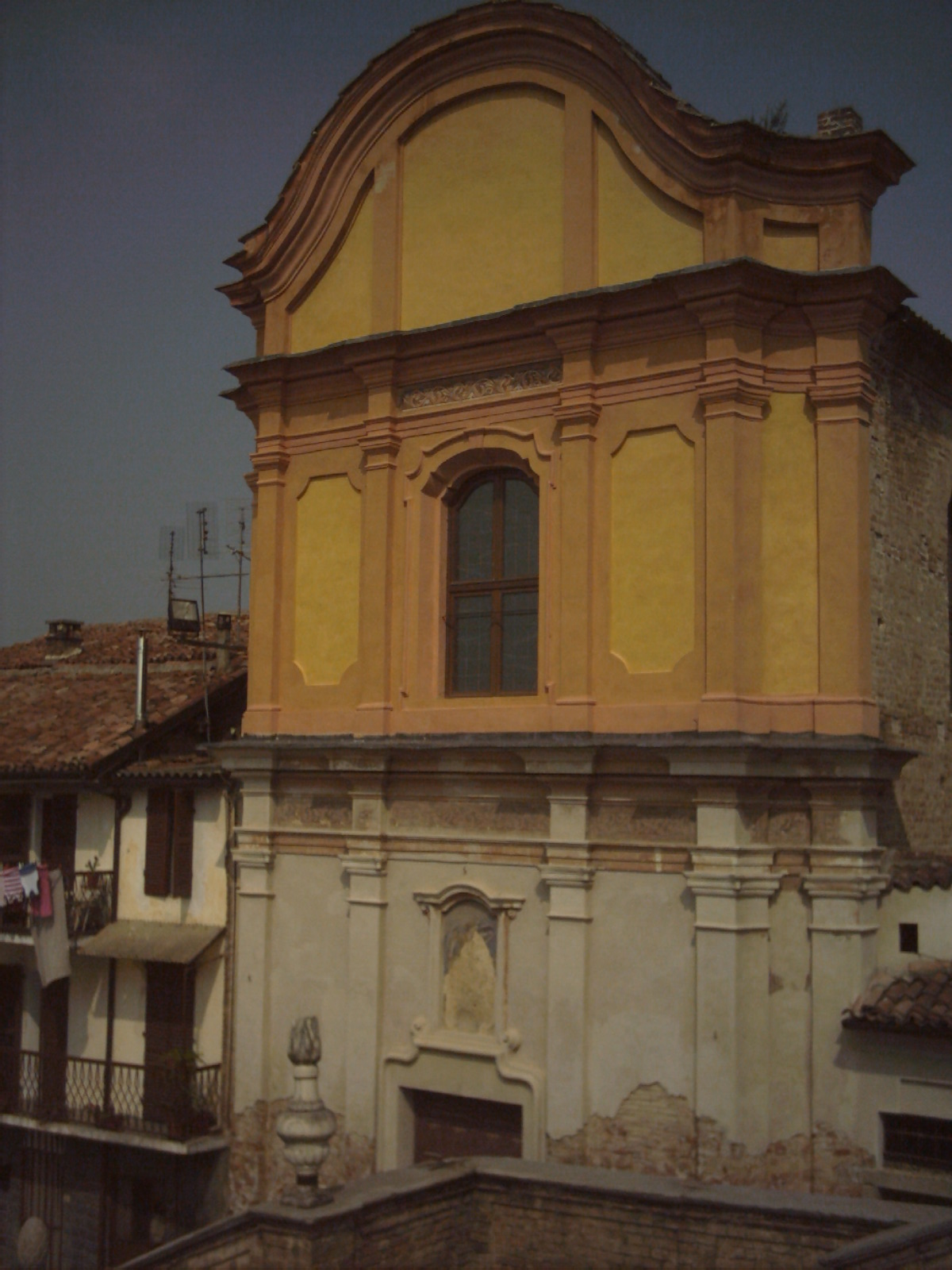
La chiesa della Confraternita di San Michele Arcangelo
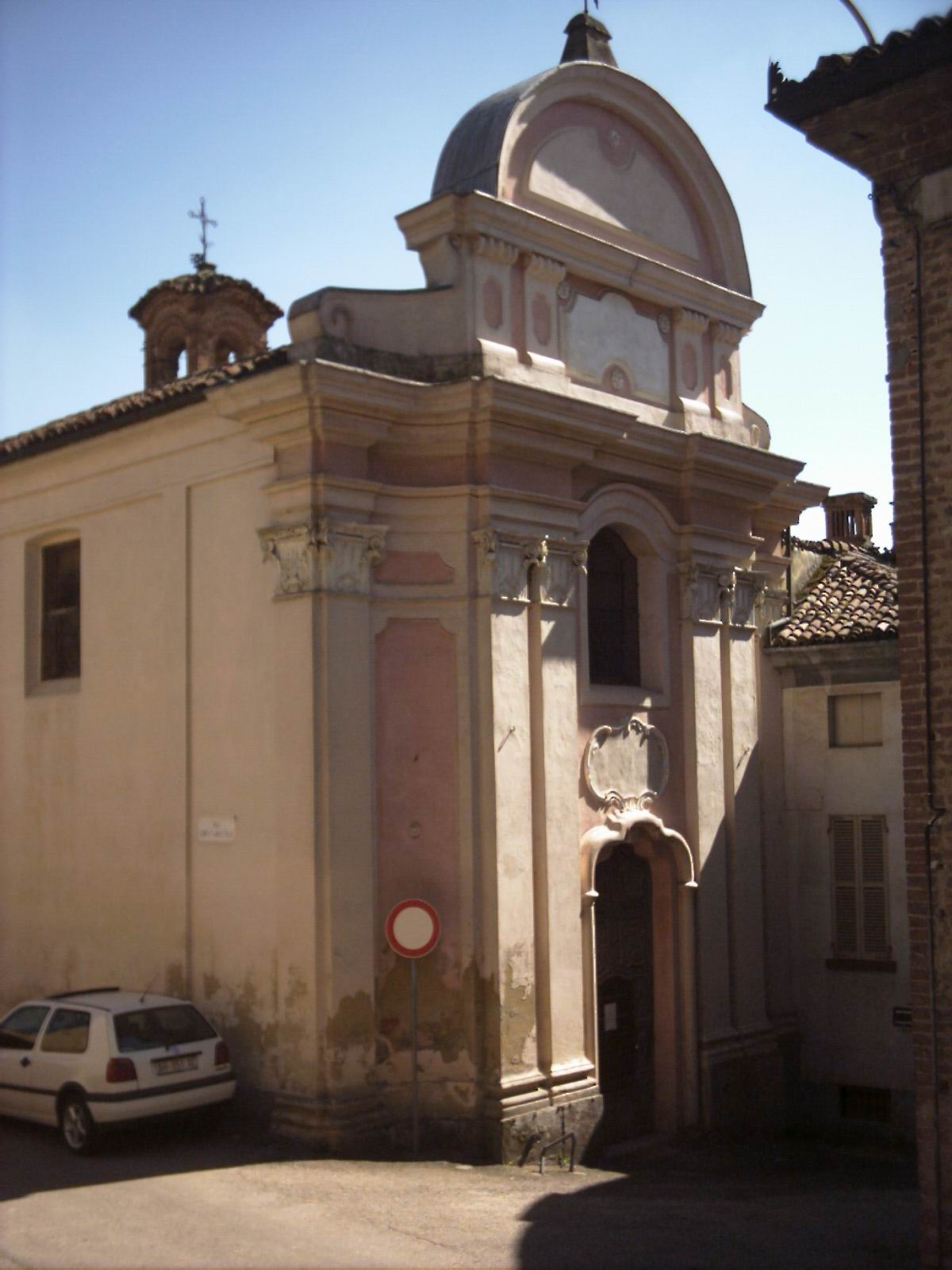
La chiesa della Confraternita della Santissima Trinità
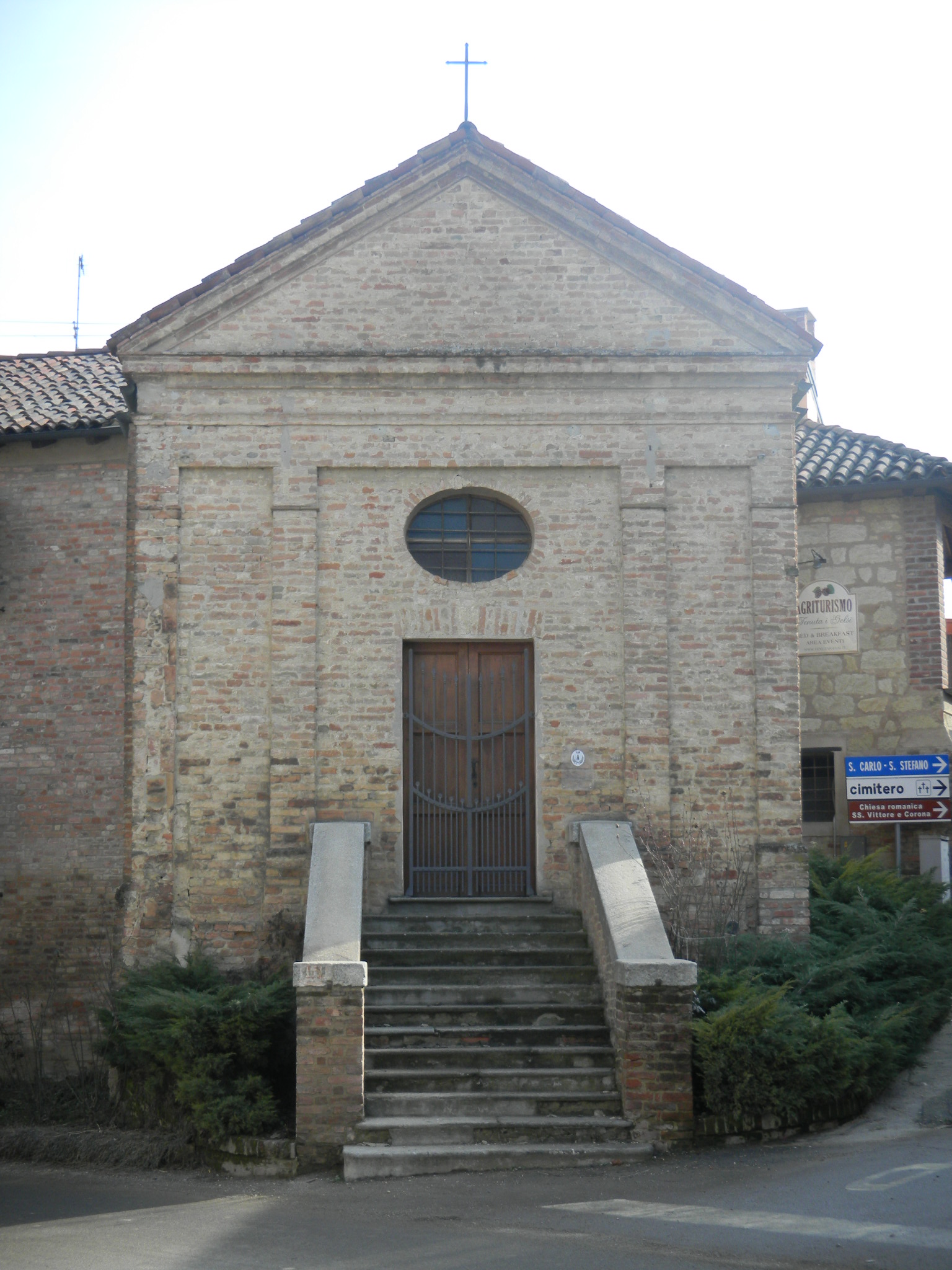
La chiesa di Santa Maria della Cava

## Società

### Evoluzione demografica
Dal 1911 al 2011 la popolazione del comune è diminuita del 64%:
Abitanti censiti

## Infrastrutture e trasporti
Tra il 1900 e il 1935 Montemagno Monferrato fu servito dalla tranvia Asti-Montemagno-Altavilla.

## Economia

### Agricoltura
Montemagno Monferrato è uno dei sette comuni di produzione del vino Ruché di Castagnole Monferrato.

## Amministrazione
Di seguito è presentata una tabella relativa alle amministrazioni che si sono succedute in questo comune.
| Periodo        | Periodo        | Primo cittadino     | Partito                               | Carica  | Note  |
| -------------- | -------------- | ------------------- | ------------------------------------- | ------- | ----- |
| 11 giugno 1985 | 29 maggio 1987 | Bruno Porta         | Democrazia Cristiana                  | Sindaco | [ 8 ] |
| 29 maggio 1987 | 24 maggio 1990 | Ernesto Pietrasanta | Democrazia Cristiana                  | Sindaco | [ 8 ] |
| 24 maggio 1990 | 24 aprile 1995 | Ernesto Pietrasanta | Democrazia Cristiana                  | Sindaco | [ 8 ] |
| 24 aprile 1995 | 14 giugno 1999 | Ernesto Pietrasanta | centro                                | Sindaco | [ 8 ] |
| 14 giugno 1999 | 14 giugno 2004 | Claudio Gotta       | lista civica                          | Sindaco | [ 8 ] |
| 14 giugno 2004 | 8 giugno 2009  | Claudio Gotta       | lista civica                          | Sindaco | [ 8 ] |
| 8 giugno 2009  | 26 maggio 2014 | Paolo Porta         | lista civica                          | Sindaco | [ 8 ] |
| 26 maggio 2014 | in carica      | Claudio Gotta       | lista civica La tua voce per il paese | Sindaco | [ 8 ] |